# Боб'я-Учинське сільське поселення
Бо́б'я-Учи́нське сільське поселення — муніципальне утворення в складі Малопургинського району Удмуртії, Росія. Адміністративний центр — присілок Боб'я-Уча.
Населення — 1205 осіб (2015; 1233 в 2012, 1252 в 2010).
До складу поселення входять такі населені пункти:
| Населений пункт     | Населення, осіб (2010) | Населення, осіб (2012) |
| ------------------- | ---------------------- | ---------------------- |
| Боб'я-Уча, присілок | 885                    | 874                    |
| Гужношур, присілок  | 180                    | 180                    |
| Печкес, присілок    | 17                     | 16                     |
| Сир'єзшур, присілок | 156                    | 151                    |
| Черношур, присілок  | 14                     | 12                     |

В поселенні діють середня (Боб'я-Уча) та 2 початкові (Гужношур, Сир'єзшур) школа, 2 садочки (Боб'я-Уча, Сир'єзшур), лікарня, фельдшерсько-акушерський пункт, клуб, 2 бібліотеки, соціальний будинок для пристарілих.
Серед промислових підприємств працюють ТОВ «Блискавка», КГ «Герд».